# Europacup II 1968/69
De 9de editie van de Beker der Bekerwinnaars werd door het Tsjecho-Slowaakse Slovan Bratislava gewonnen in de finale tegen FC Barcelona.
32 teams namen deel waaronder 28 bekerwinnaars. Grazer AK, Altay Izmir, Girondins Bordeaux en FK Bor waren bekerfinalist. AC Milan, de titelverdediger werd landskampioen en nam daarom deel aan de Europacup I, en won deze. De West-Europese clubs protesteerden tegen het Warschaupact en de inval in Tsjecho-Slowakije waardoor de UEFA de Oost-Europese clubs tegen elkaar uitlootte, 5 clubs trokken zich hierdoor terug.

## Eerste ronde
| Team #1                 | Tot.          | Team #2              | 1ste wed | 2de wed |
| ----------------------- | ------------- | -------------------- | -------- | ------- |
| Dunfermline Athletic FC | 12 - 1        | APOEL Nicosia        | 10 - 1   | 2 - 0   |
| Olympiakos Piraeus      | 4 - 0         | KR Reykjavík         | 2 - 0    | 2 - 0   |
| Dinamo Boekarest        | walk-over     | Raba ETO Győr        | -        | -       |
| Club Brugge             | 3 - 3 (u)     | West Bromwich Albion | 3 - 1    | 0 - 2   |
| Partizani Tirana        | 2 - 3         | AC Torino            | 1 - 0    | 1 - 3   |
| Spartak Sofia           | terugtrekking | 1. FC Union Berlin   | -        | -       |
| Cardiff City            | 3 - 4         | FC Porto             | 2 - 2    | 1 - 2   |
| TJ Slovan Bratislava    | 3 - 2         | FK Bor               | 3 - 0    | 0 - 2   |
| ADO Den Haag            | 6 - 1         | Grazer AK            | 4 - 1    | 2 - 0   |
| Girondins de Bordeaux   | 2 - 4         | 1. FC Köln           | 2 - 1    | 0 - 3   |
| Randers Freja           | 3 - 1         | Shamrock Rovers      | 1 - 0    | 2 - 1   |
| US Rumelange            | 2 - 2(u)      | Sliema Wanderers FC  | 2 - 1    | 0 - 1   |
| FC Lugano               | 0 - 4         | FC Barcelona         | 0 - 1    | 0 - 3   |
| Górnik Zabrze           | terugtrekking | Dinamo Moskou        | -        | -       |
| Altay Izmir             | 4 - 5         | SFK Lyn Oslo         | 3 - 1    | 1 - 4   |
| Crusaders FC            | 3 - 6         | IFK Norrköping       | 2 - 2    | 1 - 4   |

## Tweede ronde
| Team #1                 | Tot.  | Team #2                 | 1ste wed | 2de wed |
| ----------------------- | ----- | ----------------------- | -------- | ------- |
| Dunfermline Athletic FC | 4 - 3 | Olympiakos Piraeus      | 4 - 0    | 0 - 3   |
| Dinamo Boekarest        | 1 - 5 | West Bromwich Albion FC | 1 - 1    | 0 - 4   |
| AC Torino               | Bye   |                         | -        | -       |
| FC Porto                | 1 - 4 | TJ Slovan Bratislava    | 1 - 0    | 0 - 4   |
| ADO Den Haag            | 0 - 4 | 1. FC Köln              | 0 - 1    | 0 - 3   |
| Randers Freja           | 8 - 0 | Sliema Wanderers FC     | 6 - 0    | 2 - 0   |
| FC Barcelona            | Bye   |                         | -        | -       |
| SFK Lyn Oslo            | 4 - 3 | IFK Norrköping          | 2 - 0    | 2 - 3   |

## Kwartfinale
| Team #1                 | Tot.  | Team #2                 | 1ste wed | 2de wed |
| ----------------------- | ----- | ----------------------- | -------- | ------- |
| Dunfermline Athletic FC | 1 - 0 | West Bromwich Albion FC | 0 - 0    | 1 - 0   |
| AC Torino               | 1 - 3 | TJ Slovan Bratislava    | 0 - 1    | 1 - 2   |
| 1. FC Köln              | 5 - 1 | Randers Freja           | 2 - 1    | 3 - 0   |
| FC Barcelona            | 5 - 4 | SFK Lyn Oslo            | 3 - 2    | 2 - 2   |

## Halve finale
| Team #1                 | Tot.  | Team #2              | 1ste wed | 2de wed |
| ----------------------- | ----- | -------------------- | -------- | ------- |
| Dunfermline Athletic FC | 1 - 2 | TJ Slovan Bratislava | 1 - 1    | 0 - 1   |
| 1. FC Köln              | 3 - 6 | FC Barcelona         | 2 - 2    | 1 - 4   |

## Finale
| Team #1              | Uitsl. | Team #2      |
| -------------------- | ------ | ------------ |
| TJ Slovan Bratislava | 3 - 2  | FC Barcelona |